# Théâtre des Champs-Élysées

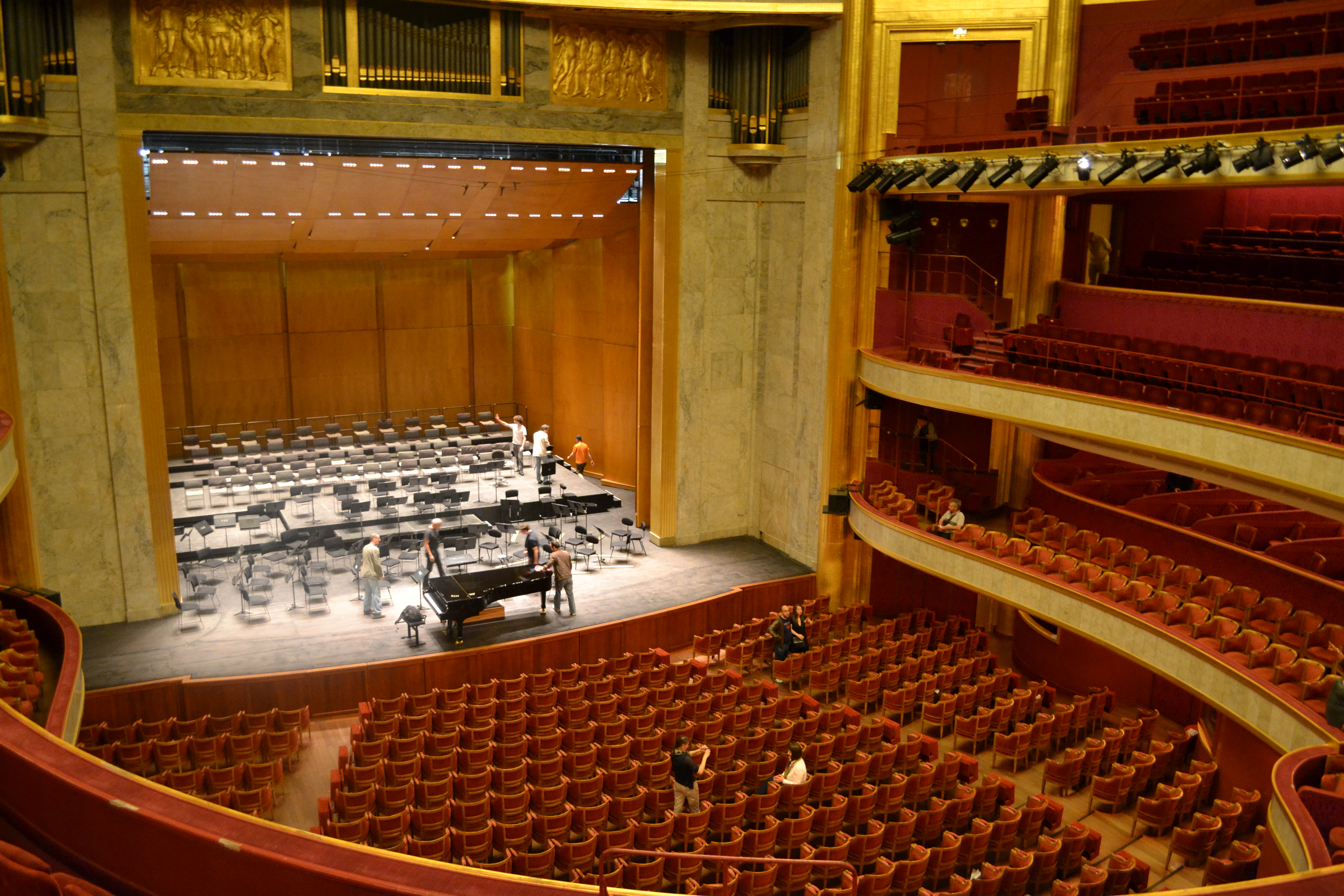
Théâtre des Champs-Élysées

Het Théâtre des Champs-Élysées is een theater in de Franse hoofdstad Parijs, in de onmiddellijke omgeving van de Champs-Élysées gelegen in het Quartier des Champs-Élysées, vanwaar het zijn naam kreeg.

## Ontwerp
De plannen voor het theater, deels in art-decostijl en gebouwd met gewapend beton, zijn van de hand van de architecten Auguste Perret, Roger Bouvard en Henry Van de Velde. Op de voorgevel een bas-reliëf van Antoine Bourdelle. In het theater is schilderwerk van Maurice Denis, Édouard Vuillard, Ker-Xavier Roussel en Jacqueline Marval. Sinds 1954 is het gebouw erkend en beschermd als Monument historique.
Het theater biedt ruimte aan drie zalen, het eigenlijke Théâtre des Champs-Élysées (met 1.905 plaatsen), de Comédie des Champs-Élysées (met 601 plaatsen) en de Studio des Champs-Élysées (met 230 plaatsen). Op de bovenste verdieping is ook nog een restaurant gevestigd.

## Geschiedenis
Het theater werd ingehuldigd op 2 april 1913. Op het programma stond een muzikale voorstelling met de medewerking van Camille Saint-Saëns met vertolkingen van La Mer van Claude Debussy, L'Apprenti sorcier van Paul Dukas en de Prélude van Fervaal van Vincent d'Indy. De muziekstukken werden hierbij telkenmale door hun componist gedirigeerd. Die avond werd ook l'Ode à la musique van Emmanuel Chabrier voor het eerst vertolkt, gedirigeerd door Désiré-Émile Inghelbrecht. Op 29 mei 1913 was er de opgemerkte wereldcreatie van de balletvoorstelling Le Sacre du printemps van Igor Stravinsky in een choreografie van Vaslav Nijinski. Dirigent was Pierre Monteux.
In het Théâtre des Champs Elysées vonden veel verschillende evenementen en concerten plaats. Zo werd onder andere het eerste seizoen van de Ballets Russes in Parijs hier opgevoerd. In 1919 vond in het theater het Fête Nègre plaats, een spektakel georganiseerd door de Franse verzamelaar Paul Guillaume. Kees van Dongen en André Dunoyer de Segonzac vervaardigden de kostuums en bouwden de decors, Arthur Honegger verzorgde de muziek, en Blaise Cendrars maakte het programmaboekje. Op 2 oktober 1925 maakte maakte de toen negentienjarige Amerikaanse danseres en entertainer Josephine Baker er haar Franse debuut in La Revue Nègre. In 1929 bracht het Orchestre des Concerts Straram de Ring des Nibelungen, onder leiding van Franz von Hoesslin wat de eerste Duitstalige voorstelling in Frankrijk werd. In de zomer van 1933 volgde de première van Die sieben Todsünden van Kurt Weill met teksten van Bertolt Brecht, gecomponeerd en geschreven in opdracht van het Théâtre zelf. Het was een ballet met zang voor vijf solisten en een orkest dat voor de couleur locale werd aangevuld met een banjo.
Van 1944 tot 2014 was het theater ook de residentie van het Orchestre National de France. Daarnaast werd er al gespeeld door onder meer de Wiener Philharmoniker, de New York Philharmonic, de Münchner Philharmoniker, het Nationaal Orkest van België, het Orchestre des Champs-Élysées, het Orchestre royal de chambre de Wallonie, het Orchestre de la Société des Concerts du Conservatoire, het Koninklijk Concertgebouworkest en het Symphonieorchester des Bayerischen Rundfunks.
Het theater is ook een populaire concertzaal voor lichtere muziekgenres. Een groot aantal optredens in het Théâtre des Champs-Élysées belandden op langspeelplaten en later cd's van live-uitvoeringen. Zo zijn er opnamen uitgebracht van optredens van Nana Mouskouri (1974), Yves Duteil (1978), Michel Berger (1980) en Léo Ferré (1984).
Het theater is privébezit, en het gebouw is sinds 1970 in handen van de Franse staatsbank Caisse des dépôts et consignations.
- Gemeinsame Normdatei: 516468-0
- MusicBrainz: cadb808a-59c1-425c-9915-bc3b27060c67